# Necro
Ron Braunstein (n. 7 iunie 1976), mai cunoscut după numele de scenă Necro, este un rapper evreu american, producător, regizor și deținătorul unei case de discuri în Brooklyn, New York. Deține Psycho-Logical-Records, fondată în noiembrie 1999. Este fratele mai mic al rapperului Ill Bill.

## Discografie

### Albume de studio și EP-uri
- Necro (1998)
- I Need Drugs (7 noiembrie 2000)
- Gory Days (13 noiembrie 2001)
- The Pre-Fix for Death (21 septembrie 2004)
- The Sexorcist (2 august 2005)
- Death Rap (11 septembrie 2007)
- DIE! (18 mai 2010)

### Compilații
- The Sound of Deathnote (2008)
- Origins: The Best of Necro (2008)

### Mixtape-uri
- Street Villains Vol. 1 (3 iulie 2003)
- Brutality Part 1 (16 septembrie 2003)
- Street Villains Vol. 2 (4 iulie 2005)

### Rare Demos and Freestyles
- Rare Demos and Freestyles Volume 1 (30 ianuarie 2001
- Rare Demos & Freestyles Vol. 2 (1 mai 2001)
- Rare Demos & Freestyles Vol. 3 (16 septembrie 2003)

### Albume instrumentale
- Instrumentals Vol. 1 (19 septembrie 2001)
- Gory Days Instrumentals (16 septembrie 2003)
- Brutality Part 1 Instrumentals (20 iunie 2005)
- The Pre-Fix for Death Instrumentals (20 iunie 2005)

### Videoclipuri

#### Solo
- 2000: I Need Drugs (from I Need Drugs)
- 2003: White Slavery feat. Ill Bill (from Brutality Part 1)
- 2005: The Prefix For Death (from The Prefix For Death)
- 2007: Mutilate the Beat (from Death Rap)
- 2008: Who's Ya Daddy? (from The Sexorcist)
- 2008: I Wanna Fuck (from The Sexorcist)
- 2009: The Human Traffic King (White Slavery Part 2) (from DIE!)
- 2011: Creepy Crawl (from Death Rap)
- 2011: DIE! (from DIE!)
- 2011: The Kink Panther (from DIE!)
- 2011: Sorcerer Of Death's Construction (from DIE!)
- 2011: No Concern (from Murder Murder Kill Kill EP)
- 2012: Jewish Gangsters (from Murder Murder Kill Kill EP)

#### Non-solo
- 2004: Chasing the Dragon – Ill Bill feat. Necro (from What's Wrong With Bill?)
- 2004: The Crazies – Mr. Hyde feat. Ill Bill, Goretex and Necro (from Barn of the Naked Dead)
- 2007: Mechanix – Danny Diablo feat. Necro, Prince Metropolitan and Skinhead Rob

## Filmografie
| An   | Titlu       | Rol            | Note            |
| ---- | ----------- | -------------- | --------------- |
| 2010 | The Super   | Dt. Sardusky   | Debutul în film |
| 2010 | Avantegarde | Dt. Falconetti |                 |